# Ángel Viadero
Ángel Viadero Odriozola (Santander, Cantabria, España; 3 de enero de 1969) es un entrenador de fútbol español. 

## Trayectoria
Ángel Viadero estuvo 17 años entrenando en las categorías inferiores del Racing de Santander. Fue entrenador desde las categorías inferiores hasta llegar a su filial, donde estuvo al frente 6 temporadas. Al mando del filial alrededor de 30 jugadores llegaron a mundo profesional pasando por la primera plantilla en Primera División. Consiguió dos ascensos y fue el primer entrenador en mantener a su filial en segunda B.
Com contrato en vigor decidió abandonar la disciplina verdiblanca para tener su primera experiencia fuera de su tierra. Firmó por la Sociedad Deportiva Ponferradina. Con el equipo del Bierzo consiguió superar tres eliminatorias de Copa del Rey quedando eliminados contra el Sevilla en el Sánchez Pijuan después de haber cosechado una meritoria victoria de 1-0 en casa. Con cambios comprometidos en el mercado de invierno dando salida a jugadores  veteranos pero muy queridos se enrareció en ambiente y a pesar de ser el mejor equipo de todos los grupos en la segunda vuelta fue  cesado en febrero de 2009 como entrenador de la Ponferradina cuando ocupaba el cuadro berciano la tercera posición.
En la temporada 2009/10 firmaría con la SD Eibar después de un inicio esperanzador llegando a conseguir 8 victorias consecutivas el equipo acusó bajas en su ataque en los meses de marzo y abril provocando la destitución, a dos partidos de la conclusión del campeonato de Segunda B, Grupo 1 con el equipo clasificado en segunda posición. 
El reemplazante fue Manix Mandiola, quien regresa a la Institución con la que ya obtuvo el salto de categoría en 2007.
En la temporada 2010-2011 firmó con el Pontevedra Club de Fútbol, en el mes de octubre fue cesado estando el equipo séptima posición. Al final de temporada el Pontevedra descendió de categoría en manos de su sustituto.
En verano del 2011 fue contratado por la SD Noja, equipo que juega en el Grupo III de la Tercera División. en su primer año consiguió el ascenso de categoría y en la segunda logró la salvación por primera vez en la historia del equipo Cántabro
Entre 2013 y 2015 entrenó al Sestao River Club de Segunda División B, quedando campeón del Grupo II en la temporada 2013-2014 y quedando a las puertas del ascenso a Segunda.
En la temporada 2015/16 firma con el Burgos CF como Director deportivo y entrenador quedando a las puertas de alcanzar el playoff de ascenso a segunda división finalizando la temporada regular en 5.º lugar.
El 24 de junio de 2016 rescinde su contrato con el Burgos CF y firma con el Racing de Santander, teniendo que pagar 25000 euros por su carta de libertad.
Con el equipo Cántabro en funciones de Director deportivo  y entrenador logró en su primera temporada batir el récord de puntos de la categoría con 86 puntos igualado como la Cultural Leonesa. En la eliminatoria de ascenso perdió contra el Barcelona de sálela, Cucurella, Perea o Fali entre otros. En su segunda temporada ya solo en funciones de entrenador es destituido el 4  de febrero de 2018 tras empatar (0-0) frente al Leioa con el equipo en tercera posición. Sin Viadero el Racing acaba la temporada en quinta posición fuera de los play off.
En agosto de 2019 firma como entrenador del Mogreb Atlético Tetuán de Liga de Fútbol de Marruecos. Tras los meses de competición consiguió ubicar al equipo en lo más alto de la clasificación, llegando a superar tres eliminatorias de Copa perdiendo en semifinales la opción de conseguir un título en la Botola.
El 13 de enero de 2021, se convierte en entrenador de la UD Melilla de la Segunda División B de España, hasta el final de la temporada. Al término de la temporada no renovaría su contrato con el conjunto norteafricano.
El 3 de febrero de 2023, se anunció su contratación por parte del Club Lleida Esportiu de la Segunda Federación.
En julio de 2024, firma como entrenador del Sestao River Club de Primera Federación, al que dirige hasta el 4 de marzo de 2025.

## Clubes
| Club                    | País      | Año       |
| ----------------------- | --------- | --------- |
| Racing de Santander "B" | España    | 2002-2008 |
| S. D. Ponferradina      | España    | 2008-2009 |
| S. D. Eibar             | España    | 2009-2010 |
| Pontevedra C. F.        | España    | 2010      |
| S. D. Noja              | España    | 2011-2013 |
| Sestao River            | España    | 2013-2015 |
| Burgos C. F.            | España    | 2015-2016 |
| Racing de Santander     | España    | 2016-2018 |
| Mogreb Atlético Tetuán  | Marruecos | 2019-2020 |
| U. D. Melilla           | España    | 2021      |
| Club Lleida Esportiu    | España    | 2023-2024 |
| Sestao River            | España    | 2024-2025 |